# Squatina argentina
Pour les articles homonymes, voir Ange de mer.
Espèce
Statut de conservation UICN

 CR  : 
En danger critique
Répartition géographique
Squatina argentina, l'Ange de mer argentin, est une espèce de requins. Présent sur le plateau et le talus continentaux. Espèce benthique. Elle se nourrit principalement de divers poissons osseux et de petits invertébrés benthiques. Elle peut s'enfouir dans le sable ou la vase des fonds marins, se camouflant ainsi efficacement et restant pratiquement invisible, un phénomène appelé « comportement cryptique ». Seuls ses yeux et ses stigmates (les ouvertures situées derrière les yeux et qui lui permettent de respirer) restent exposés,.